# Histoire du Michigan
L'Histoire du Michigan a été favorisée par sa position centrale au milieu des Grands Lacs américains, ce qui en a fait un nœud de communications et lui a permis de devenir un des premiers territoires de l'Ouest à devenir un État de l'Union.

## L'époque amérindienne

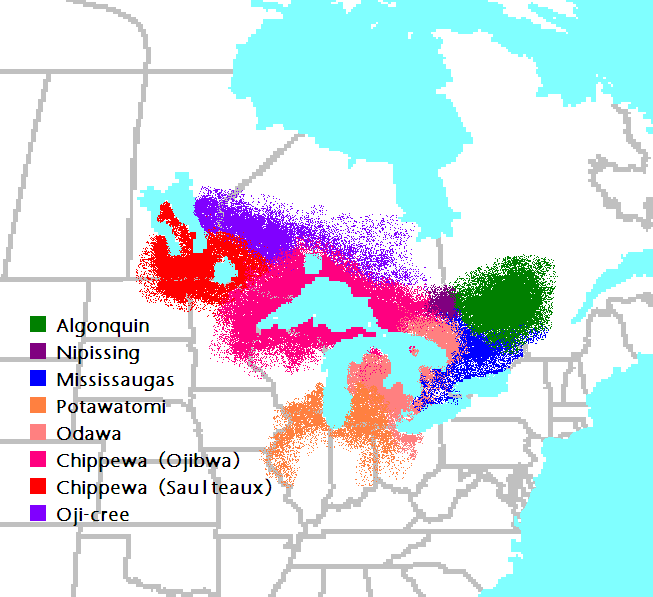
Distribution des tribus indiennes des Grands Lacs vers 1800. Les Potawatomis occupaient les terres de l'actuel Michigan.

La région située entre trois des Grands Lacs, le Lac Michigan , le Lac Huron et le Lac Erié fut était peuplée de tribus amérindiennes, principalement les Outaouais, les Potawatomis, les Miamis et les Hurons, ces derniers étant rapidement décimés par leurs conflits avec les voisins iroquois. Les Potawatomis occupaient en 1800 encore les terres de l'actuel Michigan, mais on les retrouvera dans le bassin du Missouri trois décennies plus tard. En langue Potawatomi, composante de la famille des langues algonquiennes, ils se nomment eux-mêmes Bodéwadmi, "ceux qui gardent le feu"

## La colonisation française

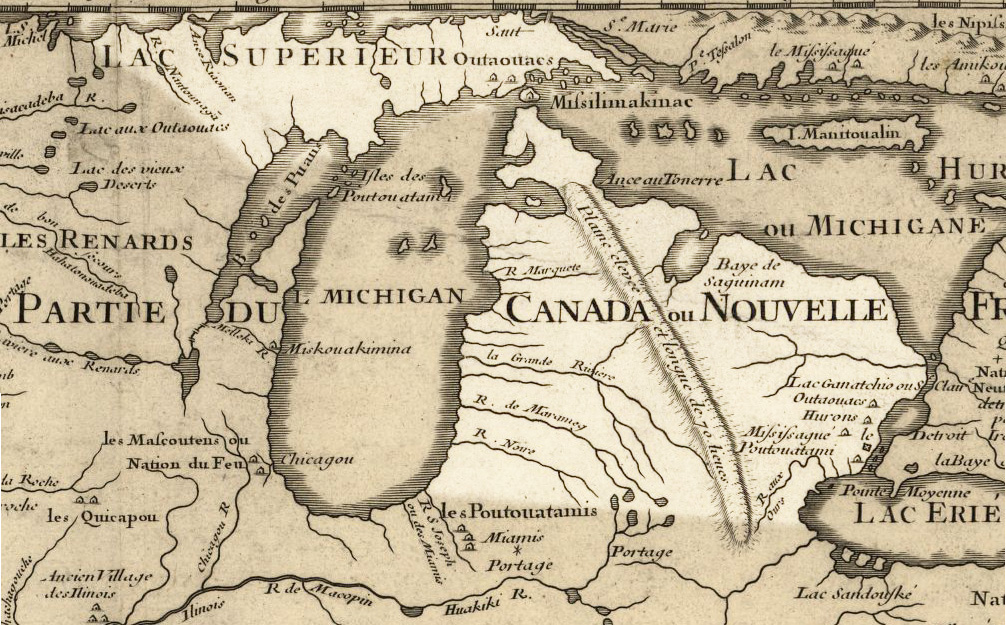
La zone du Michigan en Nouvelle-France par le cartographe français Guillaume Delisle en 1718.

Exploré par des coureurs de bois français à partir de 1622, le territoire fut colonisé très tôt sous forme d'établissements durables. Le premier fut la mission jésuite de Sainte Marie, à Sault-Sainte-Marie, par le père jésuite Jacques Marquette. Il quitte Montréal le 21 avril 1668 en direction des Grands Lacs et bâtit la même année une chapelle et une maison fortifiée. En 1669, le père Claude Dablon en fait le chef-lieu des activités missionnaires des jésuites dans la région des Grands Lacs, alors appelée le Pays d'en Haut. En 1674, le bâtiment principal de la mission est détruit lors d'une querelle entre Amérindiens, le missionnaire qui y résidait réussissant de justesse à éviter de périr dans l'incendie. Les jésuites transfèrent alors le chef-lieu des missions des Pays d'en Haut à la mission Saint-Ignace. Celle-ci fut d'abord installée en 1670 par le père Claude Dablon sur l'île Mackinac, puis transférée l'année suivante sur la péninsule Saint-Ignace située sur la rive opposée du détroit de Mackinac, reliant le lac Michigan au lac Huron sur un axe ouest-est. La première chapelle permanente était une simple construction de bois rond. Le père Jacques Marquette y exerce ses activités pastorales et apostoliques auprès des amérindiens et ne quitte la mission qu'en mai 1673, accompagné de Louis Jolliet pour explorer la partie supérieure du bassin du Mississippi
La ville de Détroit fut fondée, non loin, en 1701 par Antoine de La Mothe Cadillac. Elle profite de son emplacement central pour devenir un centre actif du commerce des fourrures. Mais les indiens connaissent la présence de gisements de métaux. Louis Denys de la Ronde effectue grâce à eux des recherches minières, en 1737, dans la région qui deviendra un siècle plus tard le Pays de Cuivre.

## Un siècle de guerres coloniales, qui s'achèvent par la victoire américaine

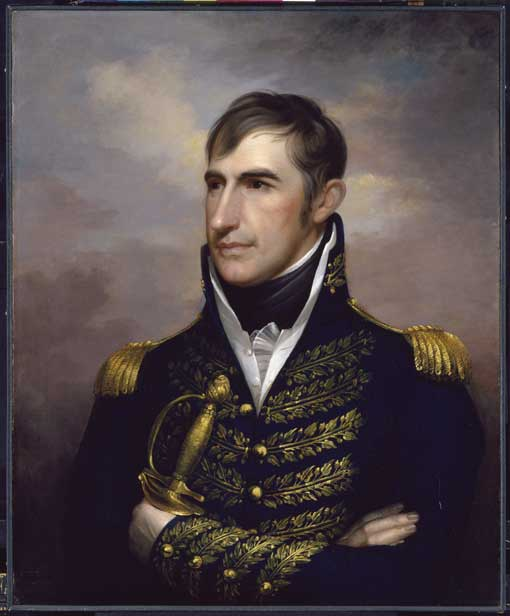
portrait de William Henry Harrison, l'un des héros américaines de la.

En raison de la défaite française lors de la guerre de Sept Ans, ces établissements passèrent aux mains des Britanniques lors du traité de Paris de 1763. Ils vont changer plusieurs fois de mains au cours d'un siècle de guerres coloniales, qui s'achèvent par la victoire américaine. Attribuée aux États-Unis par le traité de Versailles de 1783, qui solde lui la Guerre d'indépendance américaine, la région ne fut abandonnée par les Britanniques qu'en 1796 et ils y reviennent quinze ans après, dès le début de la guerre de 1812. Les victoires des Américains de William Henry Harrison, près de la Thames et de Olivier H. Perry, sur le lac Érié jouent un rôle décisif dans cette guerre. Grâce à l'arrivée de renforts en 1813, Harrison reprit l'offensive contre les Anglais. Il mena l'armée au nord pour affronter les Shawnees et les Britanniques, remporta plusieurs victoires avant de reprendre Detroit, ce qui lui permit d'entrer au Canada, alors anglais, en contrôlant un nœud de communications.

## L'industrie du bois à Flint

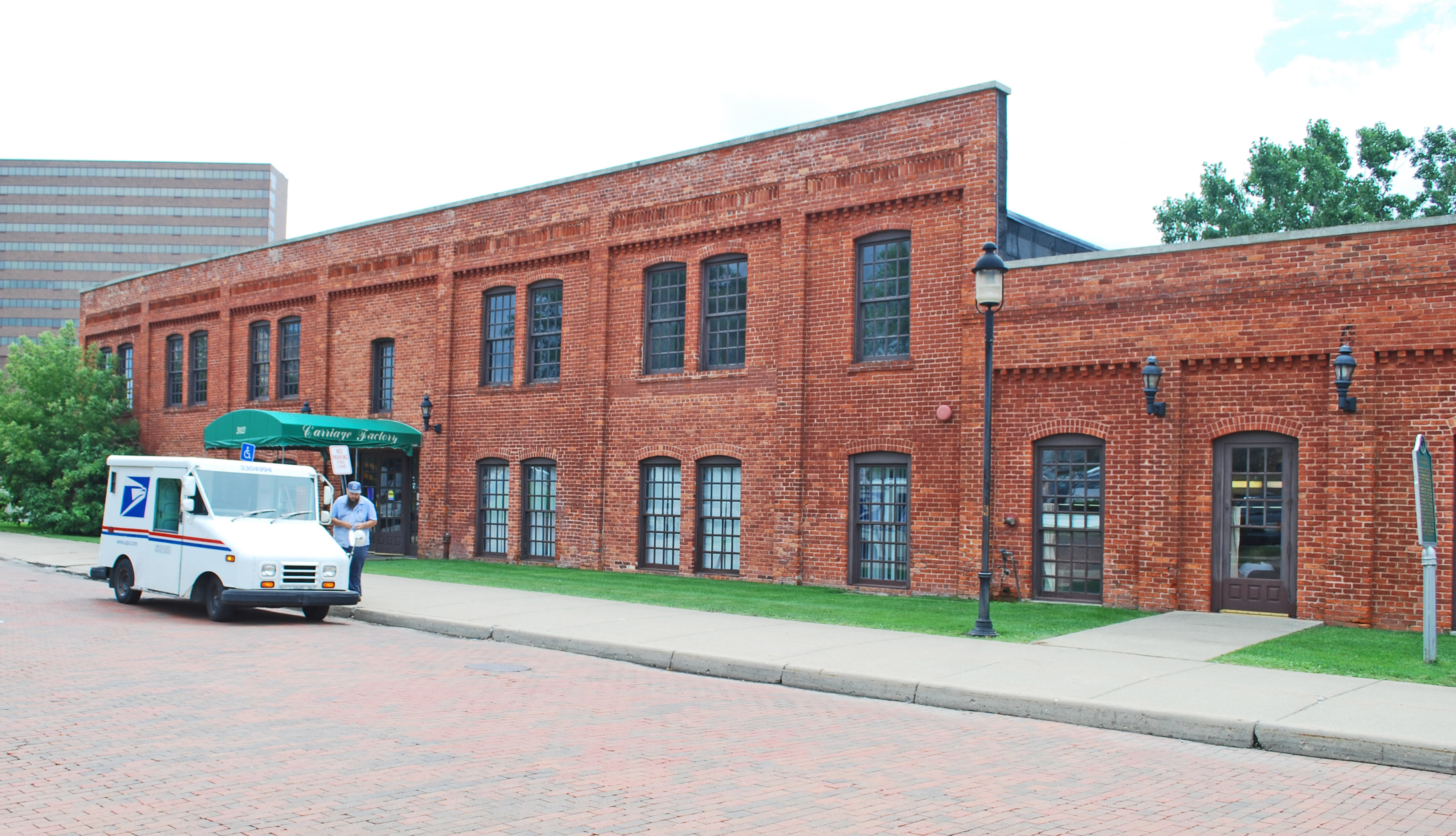
L'usine textile de produits lainiers, "Flint Woolen Mills" sera transformée en 1886 pour produire des calèches en bois.

Dès 1819, Jacob Smith, un commerçant en fourrures aux relations cordiales avec les Amérindiens Ojibwas, fonde un comptoir commercial à Flint . À plusieurs reprises, Smith négocia la terre achetée aux Ojibwas au nom du gouvernement des États-Unis. En 1828, Rowland Perry et Harvey Spencer créent une scierie sur les bords de la Thread River, la première de celles qui feront les fortunes de nombreux hommes d'affaires de Flint, où vivent déjà trois cents familles dix ans plus tard, selon un journal du Michigan. Le bois est transporté sur les rivières ou déplacé sur des "routes de glace" l'hiver. En 1869, William A. Paterson, arrive de Guelph, Ontario, et produit ensuite des véhicules agricoles en bois à Flint, qui accueille aussi la "Begole Fox & Company lumber" puis la "Flint Wagon Works".
Dans la dernière moitié du XIXe siècle, Flint deviendra un centre industriel pour le bois de charpente, mais d'autres usages se développent très tôt. En 1880, le Michigan produit autant de bois que les trois États voisins réunis. La plupart des scieries et menuiseries sont bâties dans le secteur où six rivières (Chippewa, Tittabawassee, Cass, Bad, Shiawassee et Flint) convergent pour former la Saginaw River, qui se vide dans la Saginaw Bay du Lac Huron.
En 1886, la ville a déjà 8 000 habitants. La ressource forestière a été épuisée trop vite, mais un savoir-faire dans le travail du bois est valorisé. La Dort Road company, rebaptisée quelques années plus tard "Durant-Dort Carriage Company", est fondée à Flint par William Crapo Durant, allié à J. Dallas Dort.
Dort est président et responsable de la partie industrielle tandis que Durant s'occupe des ventes et de la promotion commerciale. En 1906, la production de la société, qui commercialise par ailleurs aussi des composants en bois, atteindra 56000 vehicules tirés par des chevaux.

## L'ouverture du Canal Erié en 1825 puis l'entrée dans l'Union en 1837

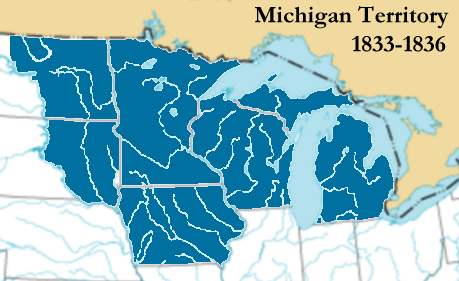
Le territoire dans sa plus grande extension en 1833.

En 1825, l'ouverture du canal Érié favorisa le développement du commerce et provoqua une vague d'immigration sur le pourtour oriental des Grands Lacs, avec un développement progressif de la culture des céréales et une croissance démographique très rapide. Dix ans après, la population devenait suffisante pour créer un nouvel État. Le Territoire du Michigan se dota d'une Constitution, en 1835. Un premier Territoire du Michigan avait été institué par une loi votée par le Congrès des États-Unis le 11 janvier 1805, qui entra en vigueur le 30 juin de cette même année. La loi définissait ce territoire comme « la totalité du Territoire de l'Indiana, situé au nord d'une ligne tracée depuis l'extrême sud de la rive du lac Michigan, jusqu'à son intersection avec le lac Érié, et à l'est d'une ligne tracée depuis ladite rive à travers ledit lac jusqu'à son extrémité nord, et de là jusqu'à la frontière septentrionale des États-Unis ». Le premier gouverneur territorial en fut, William Hull. Deux ans après cette constitution, le Michigan entra dans l'Union le 26 janvier 1837, devenant le vingt-sixième État américain.

## Le boom minier du "Pays de Cuivre"

Carte de la région du Pays de Cuivre.

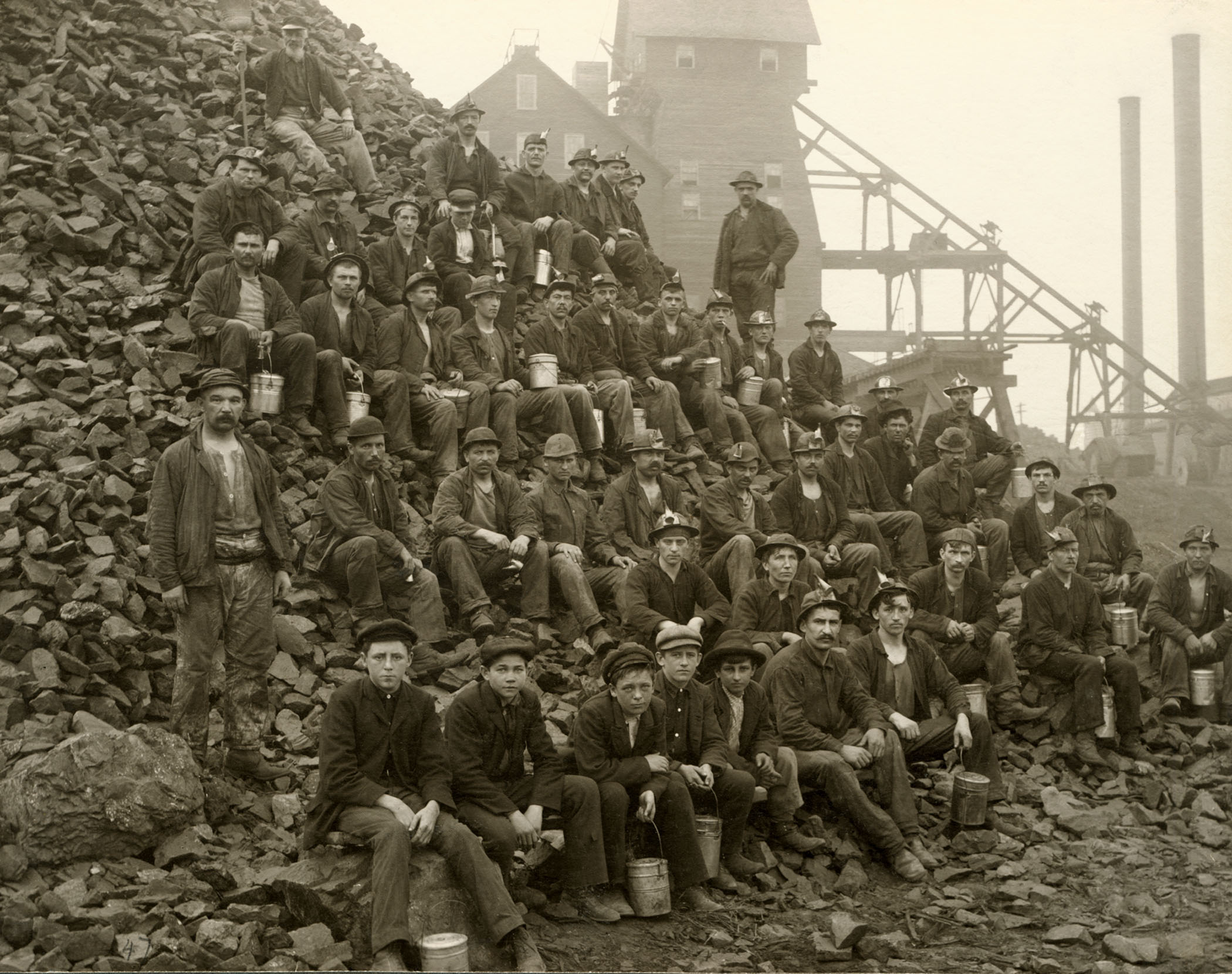
Mineurs de la mine Tamarack, une des mines les plus productives du Pays de Cuivre.

La région située entre trois des Grands Lacs, le Lac Michigan , le Lac Huron et le Lac Erié, en particulier la péninsule la plus au nord, connut un essor rapide à partir des années 1850 grâce à l'agriculture, à l'exploitation du bois, au développement des voies ferrées, et surtout à l'exploitation minière d'un boom du cuivre et du fer, secteur en très forte expansion dans les années 1840, des dizaines de sociétés minière du Michigan étant cotées à Boston. Certaines vont creuser les mines les plus profondes du monde à l'époque à plus d'un kilomètre sous terre, en avançant sous le fond des Grands Lacs.
Le gisement de cuivre de la péninsule de Keweenaw est redécouvert en 1841 par le géologue de l'État du Michigan, Douglass Houghton, qui deviendra plus tard maire de Détroit. En 1842, les indiens Chippewa cèdent leurs droits de propriété sur un territoire de 30 000 miles carrés au gouvernement américain, qui le met aux enchères par petits bouts et en 1843, un rush d'aventuriers déferle sur Copper Harbor, par bateau, car il n'y a ni piste ni route, une bonne partie d'entre eux arrive du Canada. Un total de 104 sociétés est déjà constitué en 1847, lorsque cesse une première vague de délivrance de permis d'extraction. Mais sur les 24 compagnies cotées en Bourse formées entre 1844 et 1850, seulement six auront payé des dividendes.Près de 380 000 nouveaux immigrants arrivèrent dans le Michigan entre 1840 et 1860, en particulier pour travailler dans les mines.
Le Pays de Cuivre connait son apogée dans les années 1870, puis c'est le Gisement de fer de Gogebic Range qui monte en puissance à partir de 1884 et permet l'expansion des mines de fer autour de l'Ouest du Lac Supérieur, vers les États proches du Wisconsin et du Minnesota.

## L'Empire de presse Scripps-Howard et l'Agence UPI

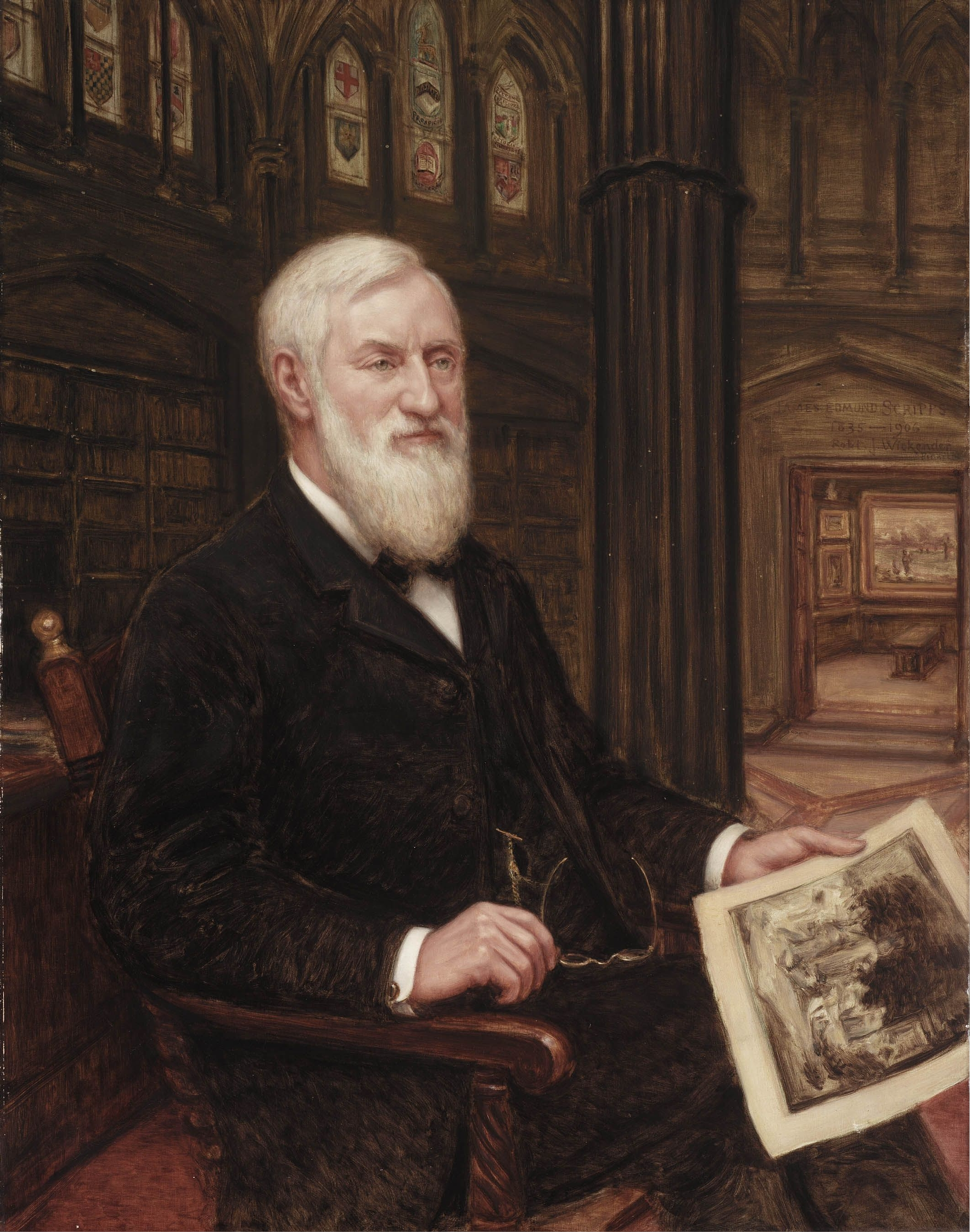
James E. Scripps en 1907. À partir du Detroit Tribune, quatre décennies plus tôt, il a bâti peu à peu un empire de presse qui donnera naissance à l'agence United Press International.

La ville de Détroit voit se développer à partir de 1873 l'un des plus puissants groupes de presse au monde, qui fait preuve d'innovation dans un journalisme d'enquête et de proximité avec tous les publics, puis lance une agence de presse capable de rivaliser avec la toute puissante association des journaux américains, puis avec les autres agences mondiales. Son fondateurJames Edmund Scripps s'installe à Détroit en 1859, où il devient en 1862 directeur du Detroit Tribune puis du Detroit Daily Advertiser, détruit par un incendie en 1873. Avec l'indemnité des assurances, il fonde The Detroit News, dans lequel son frère George H. Scripps (1839-1900) prend 32 % du capital. Leur sœur Ellen Browning Scripps (1836–1936) s'implique dans la rédaction et rédige une colonne d'articles magazine, qui ont un grand succès. En 1882, James Edmund Scripps participe avec quatre autres quotidiens à la création de la « United Press (association) », agence de presse qui concurrence la New York Associated Press puis s'allie secrètement avec elle. Edward Willis Scripps créée ensuite en 1907 la "United Press Association", qui s'appuie sur le navire-amiral du groupe de presse familial, The Detroit News et devient très vite, la United Press puis , deuxième agence de presse mondiale, qui a 369 journaux clients, dont une partie seulement appartiennent au groupe de presse d'Edward Willis Scripps. Sa fille Ellen Scripps a entre-temps épousé en 1887 George G. Booth, qui développe un autre groupe de presse familial, originaire de Toronto en rachetant ou créant des quotidiens. Ils rejoignent en 1914 l'Empire de presse Scripps-Howard fondé par son beau-père en 1873 à Detroit.

## La montée des géants de l'automobile à Detroit

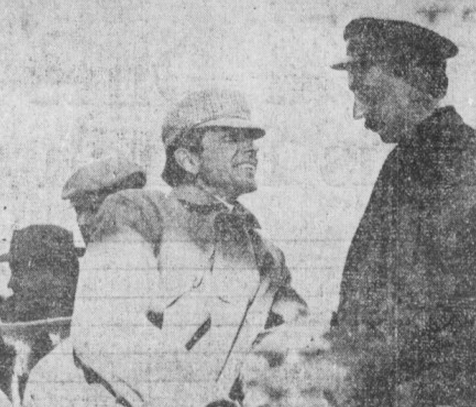
William Crapo Durant en conversation avec le président de l'Automobile Club de Lowelle (Massachusetts), en 1909.

L'industrialisation du Michigan fut particulièrement rapide à partir des années 1890, grâce à l'industrie automobile américaine, concentrée dans la région de Détroit, où naissent des dizaines de marques rivales, dont trois, Ford, GM et Chrysler, vont s'imposer sur le marché mondial par le biais des économies d'échelle. Oldsmobile lance en 1901 le Curved Dash, premier modèle fabriqué en série.
William Crapo Durant, petit-fils du gouverneur du Michigan, abandonne rapidement ses études pour créer un des principaux fabricants de véhicules en bois tirés par des chevaux en 1890 à Flint (Michigan). Il comprend vite le bénéfice de concevoir plusieurs modèles à partir d'une base unique et prend les commandes de Buick en 1904, puis passe un contrat sur quinze ans avec Samuel McLaughlin pour produire également des Buick à Bowmanville en Ontario, les "Model F".
| Années           | 1912   | 1913    | 1914    | 1915    |
| Ford T produites | 69 762 | 202 667 | 308 162 | 501 462 |

Il rachète Oldsmobile en 1908 et fonde le 16 septembre de cette même année General Motors avant de racheter quelque 25 autres marques automobiles (Oakland, future Pontiac, Cadillac ou encore Oldsmobile), mettant à profit la multitude de faillites causées par la Panique de 1907. Ensuite évincé de GM, il fonde sa propre société. Grâce à un prêt de 50 millions d'euros de Samuel McLaughlin, Durant lance le 30 octobre 1911 la "Little 4 Car", vendue seulement 650 dollars. En seulement neuf mois, il en produit 2200 dans l'usine "Flint Wagon Works". Le prix est abaissé un peu plus tard à 550 $. En 1913, Durant s'associe au prestigieux pilote et designer suisse Louis Chevrolet, pour bénéficier de sa notoriété. Chevrolet refusant le pari sur les économies d’échelle, Durant l'écarte en 1915, pour mieux s'inspirer d'Henry Ford, qui a multiplié ses ventes par sept en quatre ans, à 501 462 voitures en 1915. Chevrolet réussit une croissance encore plus explosive: sa production décuple en trois ans, de 13 605 en 1915 à plus de 100 000 en 1917, grâce à un modèle vedette, la Chevrolet 490, vendue seulement 490 $.
Négociée sur le Curb Market de New York, l'action Chevrolet s'envole... puis baisse, car Durant se sert des 80 millions de dollars de capitalisation de sa nouvelle société pour partir à l'abordage des 60 millions de dollars de capitalisation de General Motors, soutenu par un "syndicat" d'acheteurs associant son ami Samuel McLaughlin et DuPont. Durant se lance dans de nouveaux achats d'actions, à crédit, détenant pour 35 millions de dollars d'actions GM, ce qui inquiète ses amis. Lors de la déflation de 1920, il est lâché par son grand actionnaire DuPont de Nemours, qui détient un quart du capital, et doit quitter la direction de GM. Ford contrôle 60 % du marché américain dès 1923. Dans les années 1930, GM prend l'avantage, grâce à ses nombreuses marques

## La seconde guerre mondiale et les émeutes raciales

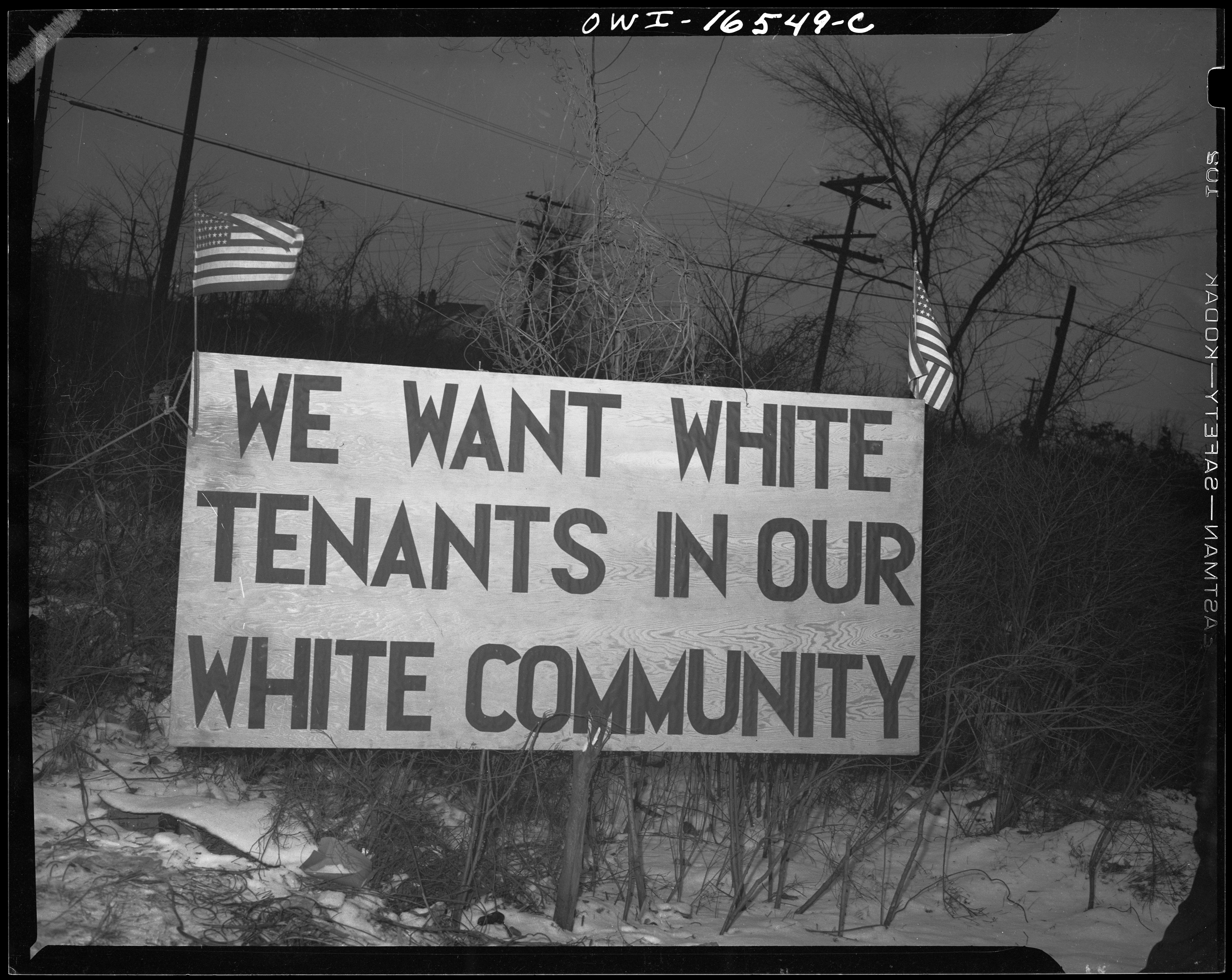
Panneau photographié en 1942. Une partie des quartiers blanc de Detroit a refusé de longue date les politiques anti-ségrégation sociale

La Seconde Guerre mondiale et l'effort de guerre demandé à l'industrie automobile a rétabli la prospérité et le plein emploi dans une région frappée de plein fouet par la crise de 1929. Le Michigan attira des émigrants noirs en provenance des États du Sud, grâce à la pénurie de main-d'œuvre dans les usines, mobilisées pour assembler des véhicules militaires après la décision du président américain Roosevelt de voler au secours des européens face au nazisme. En 1943, des tensions raciales à Détroit provoquèrent une émeute qui coûta la vie à 34 personnes. La haine raciale refit surface au cours de la lutte pour les droits civiques dans les années 1960. En 1967, 93 % de l'effectif de la police dans la ville était encore blanc, bien que 30 % des habitants soient afro-américaine, alors que plusieurs incidents de brutalité policière ont fait les Afro-Américains se sentent en danger tandis que femmes célibataires se sont plaintes d'être appelées prostituées pour s'être tout simplement promenées dans la rue. Le 1er juillet, une prostituée a été tuée, et les rumeurs se répandit que la police l'avait abattu. Puis le 23 juillet 1967, les agents de police de Detroit ont interpellé un groupe de 82 noirs qui organisaient une fête dans un local associatif pour des GI de retour du Viet Nam, en consommant illégalement de l'alcool. Walter Scott III a lancé une bouteille sur les policiers et l'affaire s'est terminée par une émeute majeure à Detroit qui a proqué 43 décès, brûlé une partie de la ville, et provoqué des dizaines de millions de dollars de dommages. L'armée américaine a dû être appelée pour l'arrêter. La violence est ensuite étendue à plusieurs autres villes du Michigan, une série d'événements déclencheurs d'une migration de masse de la population vers les banlieues, jugées plus sûres. Durement touchée par la crise des années 1980, l'industrie automobile a perdu beaucoup d'emplois après avoir employé plus du tiers de la main-d'œuvre industrielle du Michigan. La croissance des activités de service a permis cependant de compenser une partie des pertes d'emplois.

## L'élection du premier maire noir de Detroit en 1973

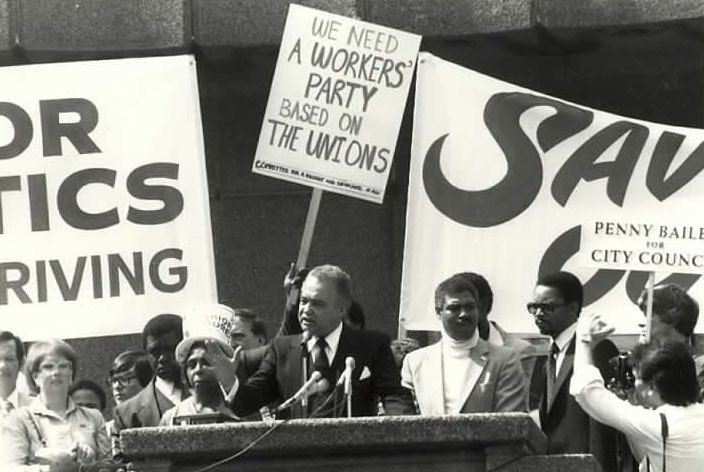
Coleman Young, en 1981

En 1973, Détroit a élu son premier maire noir, Coleman Young, qui a conservé cette fonction pendant 21 ans. Après son élection, il a appelé à une trêve idéologique, ce qui lui a permis un large soutien des dirigeants d'entreprises de la ville. Il a lancé une modernisation du système de transport de la ville et fait la promotion de policiers noirs pour apaiser les tensions raciales. Ardent défenseur des grands projets de construction à Detroit, le maire a cependant été blâmé pour les maux de la ville, notamment l'exode des contribuables de la classe moyenne vers les banlieues, l'émergence de puissants gangs de trafic de drogue, et le taux de criminalité en hausse.

## L'élection présidentielle de 2016
Le Michigan fait partie des trois États traditionnellement démocrates de la Rust Belt, qui ont fait basculer l'issue de l'élection présidentielle de 2016, en votant par une très courte majorité pour le candidat républicain Donald Trump, lui permettant d'empocher les grands électeurs de l'État et ainsi la majorité du Collège électoral des États-Unis, ce qui lui assure l'élection à la Maison Blanche, même s'il accuse un retard important dans le vote populaire à l'échelon national. ces trois États sont:
- la Pennsylvanie (12,7 millions d'habitants), emporté par Donald Trump par 46 809 voix d'avance ;
- le Wisconsin (5,7 millions d'habitants), emporté par Donald Trump par 22 177 voix d'avance ;
- le Michigan (9,9 millions d'habitants), emporté par Donald Trump par 10 704 voix d'avance, soit l'écart le plus faible de tous les États lors de cette élection.

Le Michigan fait partie en effet des 4 États (Ohio, Wisconsin, Michigan, Pennsylvanie) frappés par la désindustrialisation, traditionnellement démocrates mais ayant élu un gouverneur républicain depuis 2010. Dans le Michigan, certains analystes estiment que 90 000 démocrates ont laissé la première ligne du bulletin de vote vide. Après l'élection, Donald Trump met en avant le fait qu'une usine Ford ne sera pas délocalisée du Michigan vers le Mexique, grâce à son intervention auprès de la direction du constructeur automobile américain, mais l'usine est cependant délocalisée, seules deux lignes de production échappant au transfert. Le Michigan est l'un des trois États où commencent des opérations de recomptage un mlis après l'élection. La chambre des représentants de l'État, contrôlée par les républicains, décide alors de voter le 6 décembre une nouvelle législation selon laquelle le coût du recomptage facturé à Jill Stein, la candidate écologiste qui l'a réclamé, passerait de un à cinq millions de dollars.